# Кристал-Спрінгс (Флорида)
Кристал-Спрінгс (англ. Crystal Springs) — переписна місцевість (CDP) в США, в окрузі Паско штату Флорида. Населення — 1268 осіб (2020).

## Географія
Кристал-Спрінгс розташований за координатами 28°10′59″ пн. ш. 82°9′14″ зх. д. / 28.18306° пн. ш. 82.15389° зх. д. (28.182972, -82.153972).  За даними Бюро перепису населення США в 2010 році переписна місцевість мала площу 14,60 км², уся площа — суходіл.

## Демографія
Згідно з переписом 2010 року, у переписній місцевості мешкало 1327 осіб у 492 домогосподарствах у складі 330 родин. Густота населення становила 91 особа/км².  Було 565 помешкань (39/км²).
Расовий склад населення:
| - 90,8 % — білих - 1,2 % — азіатів - 0,9 % — чорних або афроамериканців - 0,5 % — корінних американців - 4,4 % — осіб інших рас |

До двох чи більше рас належало 2,2 %. Частка іспаномовних становила 8,6 % від усіх жителів.
За віковим діапазоном населення розподілялося таким чином: 24,5 % — особи молодші 18 років, 63,5 % — особи у віці 18—64 років, 12,0 % — особи у віці 65 років та старші. Медіана віку мешканця становила 40,7 року. На 100 осіб жіночої статі у переписній місцевості припадало 97,8 чоловіків;  на 100 жінок у віці від 18 років та старших — 101,2 чоловіків також старших 18 років.
Середній дохід на одне домашнє господарство  становив 35 059 доларів США (медіана — 27 250), а середній дохід на одну сім'ю — 38 412 долари (медіана — 28 611). За межею бідності перебувало 25,1 % осіб, у тому числі 24,2 % дітей у віці до 18 років та 21,5 % осіб у віці 65 років та старших.
Цивільне працевлаштоване населення становило 367 осіб. Основні галузі зайнятості: виробництво — 21,0 %, роздрібна торгівля — 18,3 %, освіта, охорона здоров'я та соціальна допомога — 16,9 %.